# Zespół PFAPA
Zespół PFAPA (od ang. Periodic fever, aphthous stomatitis, pharyngitis and adenitis - nawrotowa gorączka, aftowe zapalenie jamy ustnej, gardła i szyjnych węzłów chłonnych) – zespół chorobowy zaliczany do chorób autozapalnych. Początek choroby u małych dzieci, u których, w odstępach około 3-5 tygodni, występuje okresowo wysoka gorączka i często z aftopodobnymi owrzodzeniami jamy ustnej, zapaleniem gardła i powiększeniem szyjnych węzłów chłonnych. Zespół został po raz pierwszy opisany w 1987 roku, a nazwany dwa lata później.

## Objawy
Objawy zespołu PFAPA występują po raz pierwszy zwykle przed 5. rokiem życia.
Do głównych objawów zespołu PFAPA są: 
- okresowa wysoka gorączka występująca regularnych odstępach co kilka tygodni (zwykle 3 do 5) i trwająca 3-7 dni
- afty błony śluzowej jamy ustnej
- zapalenie gardła (często z białym nalotem na migdałkach podniebiennych)
- i zapalenie/powiększenie szyjnych węzłów chłonnych

Oprócz typowych objawów mogą współwystępować bóle stawów, wysypka,bóle brzucha, bóle głowy, wymioty lub biegunka.
W okresach pomiędzy rzutami choroby, dzieci nie mają żadnych objawów chorobowych. 

## Etiopatogeneza
Przyczyna zespołu PFAPA jest nieznana, ale włączany on jest do klasyfikacji innych zespołów gorączki nawrotnej (chorób autozapalnych).
Badania naukowe wskazują, że podczas napadów choroby dochodzi do wyzwalania przez czynniki środowiskowe aktywacji dopełniacza i IL-1β/IL-18. Następnie dochodzi do indukcji chemokin Th1 i późniejszej retencji aktywowanych limfocytów T w tkankach obwodowych. Stosowanie antagonistów IL-1 może zatem być korzystne w leczeniu, a  IP-10/CXCL10 może służyć jako potencjalny biomarker zespołu PFAPA.

## Rozpoznanie
Ustalenie rozpoznania wymaga zaobserwowanie przynajmniej 6 rzutów choroby. Konieczne jest także uzyskanie stale powtarzających się ujemnych wymazów z gardła, a także wykluczenia innych przyczyn (np. infekcji EBV, CMV oraz FMF).
W badaniach laboratoryjnych występują cechy ostrego stanu zapalnego.

## Leczenie
Mimo objawów chorobowych wzrost i rozwój dzieci nie odbiega od normy. Zespół PFAPA po kilku latach trwania zwykle ustępuje samoistnie w 2. dekadzie życia. Występowanie tego zespołu w okresie dorosłości ogranicza się tylko do kilku procent pacjentów.
Najczęściej stosowany jest glikokortykosteryd (prednizon) w 1. dobie gorączki i jeśli to konieczne także w drugiej dobie. Niekiedy bywa wykonywana tonsillektomia w celu redukcji częstości rzutów, choć racjonalność tego postępowania bywa podważana. 
W wypadkach braku właściwego rozpoznania dzieci poddawane są wielokrotnej i niepotrzebnej antybiotykoterapii.